# Scottish Premier League 2002-2003
La Scottish Premier League 2002-2003 (denominata per ragioni di sponsorizzazione Bank of Scotland Scottish Premier League) è stata la 106ª edizione della massima serie del campionato scozzese di calcio, disputato tra il 3 agosto 2002 e il 25 maggio 2003 e concluso con la vittoria dei Rangers, al loro cinquantesimo titolo.
Capocannoniere del torneo è stato Henrik Larsson (Celtic) con 28 reti.

## Stagione

### Novità
I buoni risultati delle squadre scozzesi nelle coppe europee determinò la risalita al dodicesimo posto nel ranking UEFA. Ciò comportò uno slot in più per la qualificazione in  UEFA Champions League. Lo slot guadagnato però venne commutato in uno slot in meno per la Coppa UEFA 2003-2004, facendo rimanere inalterato il numero di squadre qualificate alle coppe.
Il Partick Thistle, trionfatore della Scottish First Division 2001-2002 prese il posto del retrocesso St. Johnstone.

### Formula
La stagione era divisa in due fasi: nella prima fase le dodici squadre partecipanti si incontrarono tra di loro per tre volte, per un totale di 33 incontri per squadra. Nella seconda fase venivano disputate le poule per il titolo e quelle per la retrocessione: alla poule per il titolo partecipavano le prime sei classificate, alla poule retrocessione le ultime sei; veniva conservato il punteggio della prima fase; in questa seconda fase le sei squadre di ogni girone incontrarono le altre in gare di sola andata per un totale di cinque ulteriori incontri.
Al termine della stagione la squadra ultima classificata retrocedeva.

## Squadre partecipanti
| Club            | Stagione | Città       | Stadio             | Stagione precedente                           |
| --------------- | -------- | ----------- | ------------------ | --------------------------------------------- |
| Aberdeen        | dettagli | Aberdeen    | Pittodrie Stadium  | 4º posto in Scottish Premier League           |
| Celtic          | dettagli | Glasgow     | Celtic Park        | 1º posto in Scottish Premier League           |
| Dundee          | dettagli | Dundee      | Dens Park          | 9º posto in Scottish Premier League           |
| Dundee Utd      | dettagli | Dundee      | Tannadice Park     | 8º posto in Scottish Premier League           |
| Dunfermline     | dettagli | Dunfermline | East End Park      | 6º posto in Scottish Premier League           |
| Hearts          | dettagli | Edimburgo   | Tynecastle Stadium | 5º posto in Scottish Premier League           |
| Hibernian       | dettagli | Edimburgo   | Easter Road        | 10º posto in Scottish Premier League          |
| Kilmarnock      | dettagli | Kilmarnock  | Rugby Park         | 7º posto in Scottish Premier League           |
| Livingston      | dettagli | Livingston  | Almondvale Stadium | 3º posto in Scottish Premier League           |
| Motherwell      | dettagli | Motherwell  | Fir Park           | 11º posto in Scottish Premier League          |
| Partick Thistle | dettagli | Glasgow     | Firhill Stadium    | 1º posto in Scottish First Division, promosso |
| Rangers         | dettagli | Glasgow     | Ibrox Stadium      | 2º posto in Scottish Premier League           |

## Stagione regolare

### Classifica finale
Fonte:
|  | Pos. | Squadra         | Pt | G  | V  | N  | P  | GF | GS | DR  |
|  | ---- | --------------- | -- | -- | -- | -- | -- | -- | -- | --- |
|  | 1.   | Rangers         | 87 | 33 | 28 | 3  | 2  | 86 | 23 | +63 |
|  | 2.   | Celtic          | 82 | 33 | 26 | 4  | 3  | 81 | 22 | +59 |
|  | 3.   | Hearts          | 57 | 33 | 16 | 9  | 8  | 55 | 47 | +8  |
|  | 4.   | Kilmarnock      | 50 | 33 | 14 | 8  | 11 | 43 | 46 | -3  |
|  | 5.   | Dunfermline     | 44 | 33 | 13 | 5  | 15 | 48 | 56 | -8  |
|  | 6.   | Dundee          | 42 | 33 | 10 | 12 | 11 | 44 | 48 | -4  |
|  | 7.   | Hibernian       | 39 | 33 | 11 | 6  | 16 | 46 | 58 | -12 |
|  | 8.   | Aberdeen        | 37 | 33 | 9  | 10 | 14 | 32 | 48 | -16 |
|  | 9.   | Livingston      | 32 | 33 | 8  | 8  | 17 | 41 | 50 | -9  |
|  | 10.  | Partick Thistle | 29 | 33 | 6  | 11 | 16 | 29 | 50 | -21 |
|  | 11.  | Dundee Utd      | 25 | 33 | 5  | 10 | 18 | 29 | 61 | -32 |
|  | 12.  | Motherwell      | 24 | 33 | 6  | 6  | 21 | 35 | 60 | -25 |

Legenda:
      Ammesse alla poule per il titolo
      Ammesse alla poule salvezza
Regolamento:
Tre punti a vittoria, uno a pareggio, zero a sconfitta.
A parità di punti, le posizioni in classifica venivano determinate sulla base della differenza reti.

## Poule per il titolo/salvezza

### Classifica finale
Fonte:
|       | Pos. | Squadra         | Pt | G  | V  | N  | P  | GF  | GS | DR  |
| ----- | ---- | --------------- | -- | -- | -- | -- | -- | --- | -- | --- |
|       | 1.   | Rangers         | 97 | 38 | 31 | 4  | 3  | 101 | 28 | +73 |
|       | 2.   | Celtic          | 97 | 38 | 31 | 4  | 3  | 98  | 26 | +72 |
|       | 3.   | Hearts          | 63 | 38 | 18 | 9  | 11 | 57  | 51 | 6   |
|       | 4.   | Kilmarnock      | 57 | 38 | 16 | 9  | 13 | 47  | 56 | -9  |
|       | 5.   | Dunfermline     | 46 | 38 | 13 | 7  | 18 | 54  | 71 | -17 |
| [ 4 ] | 6.   | Dundee          | 44 | 38 | 10 | 14 | 14 | 50  | 60 | -10 |
|       |      |                 |    |    |    |    |    |     |    |     |
|       | 7.   | Hibernian       | 51 | 38 | 15 | 6  | 17 | 56  | 64 | -8  |
|       | 8.   | Aberdeen        | 49 | 38 | 13 | 10 | 15 | 41  | 54 | -13 |
|       | 9.   | Livingston      | 35 | 38 | 9  | 8  | 21 | 48  | 62 | -14 |
|       | 10.  | Partick Thistle | 35 | 38 | 8  | 11 | 19 | 37  | 58 | -21 |
|       | 11.  | Dundee Utd      | 32 | 38 | 7  | 11 | 20 | 35  | 68 | -33 |
|       | 12.  | Motherwell      | 28 | 38 | 7  | 7  | 24 | 45  | 71 | -26 |

Legenda:
      Campione di Scozia e qualificata al terzo turno preliminare della UEFA Champions League 2003-2004.
      Qualificata al secondo turno preliminare della UEFA Champions League 2003-2004.
      Qualificata al primo turno della Coppa UEFA 2003-2004.
      Qualificata al turno preliminare di Coppa UEFA 2003-2004.
      Retrocessa in Scottish First Division 2003-2004.
Regolamento:
Tre punti a vittoria, uno a pareggio, zero a sconfitta.
A parità di punti, le posizioni in classifica venivano determinate sulla base della differenza reti.
Note:
Il Motherwell è stato ripescato in Scottish Premier League 2003-2004 a causa della mancata iscrizione del Falkirk, vincitore della Scottish First Division 2002-2003.

## Statistiche

### Squadre

#### Capoliste solitarie
|    | ——     | ——     | ——     | ——     | ——      | ——      | ——      | ——      | ——      | ——      | ——      | ——      | ——      | ——     | ——     | ——     | ——     | ——      | ——      | ——      | ——      | ——      | ——      | ——      | ——      | ——      | ——      | ——      | ——  | ——      | ——      | ——      | ——      | ——  | ——  | ——  | ——  | —— |  |
|    | Celtic | Celtic | Celtic | Celtic | Rangers | Rangers | Rangers | Rangers | Rangers | Rangers | Rangers | Rangers | Rangers | Celtic | Celtic | Celtic | Celtic | Rangers | Rangers | Rangers | Rangers | Rangers | Rangers | Rangers | Rangers | Rangers | Rangers | Rangers |     | Rangers | Rangers | Rangers | Rangers |     |     |     |     |    |  |
|    |        |        |        |        |         |         |         |         |         |         |         |         |         |        |        |        |        |         |         |         |         |         |         |         |         |         |         |         |     |         |         |         |         |     |     |     |     |    |  |
|    |        |        |        |        |         |         |         |         |         |         |         |         |         |        |        |        |        |         |         |         |         |         |         |         |         |         |         |         |     |         |         |         |         |     |     |     |     |    |  |
| 1ª | 2ª     | 3ª     | 4ª     | 5ª     | 6ª      | 7ª      | 8ª      | 9ª      | 10ª     | 11ª     | 12ª     | 13ª     | 14ª     | 15ª    | 16ª    | 17ª    | 18ª    | 19ª     | 20ª     | 21ª     | 22ª     | 23ª     | 24ª     | 25ª     | 26ª     | 27ª     | 28ª     | 29ª     | 30ª | 31ª     | 32ª     | 33ª     | 34ª     | 35ª | 36ª | 37ª | 38ª |    |  |

### Individuali

#### Classifica marcatori
Fonte:
| Gol |  |  | Giocatore              | Squadra         |
| --- |  |  | ---------------------- | --------------- |
| 28  |  |  | Henrik Larsson         | Celtic          |
| 19  |  |  | Stevie Crawford        | Dunfermline     |
| 18  |  |  | John Hartson           | Celtic          |
| 16  |  |  | Barry Ferguson         | Rangers         |
| 16  |  |  | Ronald de Boer         | Rangers         |
| 16  |  |  | Alex Burns             | Partick Thistle |
| 15  |  |  | Christopher Roy Sutton | Celtic          |
| 15  |  |  | Shota Arveladze        | Rangers         |
| 15  |  |  | Mark De Vries          | Hearts          |
| 13  |  |  | James McFadden         | Motherell       |
| 13  |  |  | Michael Mols           | Rangers         |
| 12  |  |  | Stiliyan Petrov        | Celtic          |

#### Giocatore del mese
Di seguito i vincitori.
| Mese      | Giocatore         | Squadra   |
| --------- | ----------------- | --------- |
| Agosto    | Mark De Vries     | Hearts    |
| Settembre | Jean-Louis Valois | Hearts    |
| Ottobre   | Fernando Ricksen  | Rangers   |
| Novembre  | Henrik Larsson    | Celtic    |
| Dicembre  | John Hartson      | Celtic    |
| Gennaio   | Barry Ferguson    | Rangers   |
| Febbraio  | Lee Wilkie        | Dundee    |
| Marzo     | Thomas McManus    | Hibernian |
| Aprile    | Bobo Baldé        | Celtic    |

### Media spettatori
Fonte:
| Club            | Pos. | Media  |
| --------------- | ---- | ------ |
| Celtic          | 1    | 57 471 |
| Rangers         | 2    | 48 814 |
| Hearts          | 3    | 12 057 |
| Aberdeen        | 4    | 11 774 |
| Hibernian       | 5    | 10 157 |
| Dundee Utd      | 6    | 7 665  |
| Kilmarnock      | 7    | 7 407  |
| Dundee          | 8    | 7 399  |
| Livingston      | 9    | 6 663  |
| Dunfermline     | 10   | 6 124  |
| Motherwell      | 11   | 6 085  |
| Partick Thistle | 12   | 5 657  |